# Огнестрелно оръжие
Огнестрелното оръжие е оръжие, в което изстрелът се произвежда за сметка на изгаряне на барут (или друго горящо вещество) в гилза, който изхвърля куршум или снаряд. Потенциалната енергия от налягането на газовете отделени при изгарянето на барута се предава като кинетична на куршума.
Второ определение:
Огнестрелното оръжие е оръжие изхвърлящо проектил (куршум, снаряд), използвайки енергията на газовете, получени от изгарянето на барут (или друго горящо вещество) (заряд).
Изхвърляната част (проектила) се нарича куршум или снаряд, а изгарящата част (барутът) – заряд.

## История и развитие
Развитието на огнестрелните оръжия е пряко свързано с откриването и развитието на барута.
Най-ранното изображение на огнестрелно оръжие се намира в провинция Съчуан, Китай. То представлява скулптура на бомбарда с формата на ваза, от който излизат пламъци. Най-старото запазено е бронзово оръдие е открито в Хейлундзян, Китай, и датира от около 1288 година сл. Хр. Европейците, арабите и корейците се сдобиват с огнестрелни оръжия през 14 век, индийците, персийците и османци – към XV век, а японците – едва през 16 век, като внасят оръжия от португалците.
В Европа барутът пристига към 13 век, най-вероятно чрез Пътят на коприната или монголските нашественици. Според руската хроника Софийски временник, руските защитници на Москва използвали пушки, наречени тюфяки (на руски: „тюфяки“), които били с източен произход, а названието им идвало от тюркската дума тюфенг („пушка“/„оръдие“), по време на монголската обсада през 1382 година.
Производството на оръжия е оставило следи и в българската история. Така например фамилията „Тюфекчиев“ идва от „тюфекчия“ (на турски: tüfekçi) – майстор оръжейник. Център на тюфекчийско, както и на бучакчийско (ножарско) производство е Сливен през последните векове.

## Употреба
Огнестрелното оръжие е метод и апарат (Method and apparatus) за пренасяне на енергия като целта е обикновено убийство или осакатяване на някоя от формите на белтъчен живот на Земята – човек или животно.

## Класификация
Огнестрелните оръжия се делят на: индивидуални – с които оперира един човек и групови – за използването на които се изискват координираните усилия на няколко души (например оръдия, тежки картечници и т.н.)

### Пистолети
Най-малките индивидуални огнестрелни оръжия са пистолетите. Трите основни вида пистолети са едноизстрелните пистолети, които днес почти не се използват, револверите и полуавтоматичните пистолети. Револверите имат няколко отделни патронника, разположени във въртящ се цилиндър, като във всеки патронник се поставя по един патрон. Полуавтоматичните пистолети имат един патронник, разположен в задната част на цевта, и пълнител, който обикновено е разглобяем, който им позволява да стрелят повече от един път. Италианският Mateba Autorevoler е рядък хибриден модел – полуавтоматичен револвер, но не пръв.
Пистолетите се отличават от пушките по по-малкия си размер, отсъствието на приклад (макар че на някои пистолети, като Parabellum и Browning Hi-Power, може да се поставя приклад и те да се използват като карабина), обикновено са предвидени за патрони с по-малка мощност и са предназначени за стрелба с една или две ръце.
Полуавтоматичните пистолети понякога са наричани и автоматични, но това определение е подвеждащо, тъй като, за разлика от автоматите, при тях автоматично е действието само на зареждащия механизъм, но не и на възпламеняващото устройство. Така полуавтоматичните пистолети произвеждат по един изстрел на всяко натискане на спусъка, докато автоматите могат да изстрелват поредица от куршуми, докато спусъкът остава натиснат.
В същото време има и картечни пистолети, при които възпламеняващото устройство също е автоматично. Напълно автоматични, но лесни за прикриване, картечни пистолети се появяват още в началото на XX век с модели, като Staier M1912 или модифицирания Mauser C96. Съвременни примери за картечни пистолети са MAC-10, Glock 18 и някои варианти на Beretta 93R.
До XIX век всички пистолети са едноизстрелни с предно зареждане. С изобретяването на револвера през 1818 година популярност придобиват моделите с повече от един заряд. Първите модели с автоматично зареждане се появяват през 70-те години на XIX век, като до края на Първата световна война до голяма степен те изместват револверите в армията. Към края на XX век повечето пистолети, използвани редовно в армията, полицията и от цивилни са полуавтоматични пистолети, макар че и револверите остават разпространени.
Предимството на полуавтоматичните пистолети е големият капацитет на пълнителите (10 – 17, в някои случаи до 25 патрона) и възможността за бързо презареждане чрез проста смяна на празния магазин с пълен. Револверите са предпочитани при лов, тъй като обикновено използват по-мощни патрони от полуавтоматичните пистолети със същия калибър, а здравината, простотата и трайността на конструкцията им е по-подходяща за използване на открито. Докато полуавтоматичните пистолети преобладават в армията и полицията, и двата вида пистолети са разпространени в цивилна употреба, в зависимост от предназначението им – самозащита, лов, спортна стрелба, колекциониране и т.н.
Пистолетите се произвеждат в множество форми и размери. Например, деринджърите са много малки късоцевни пистолети, обикновено с една или две цели, които се презареждат ръчно след стрелба. През XVIII и XIX век се произвеждат едноизстрелни дуелни пистолети, внимателно изработвани в еднакви двойки, поради предназначението си за използване в дуели.
Съвременните револвери и полуавтоматични пистолети също се произвеждат в различни размери. При полуавтоматичните пистолети обикновено се разграничават четири категории по размер – пълноразмерни, компактни, субкомпактни и ултракомпактни. Всеки размер има своите предимства и недостатъци – по-малките пистолети обикновено имат по-малък капацитет, по-силен откат и/или по-малка точност на големи разстояния.
Пистолетите са сравнително малки и обикновено са предназначени за носене в кобур, като оставят ръцете свободни. По-малките модели могат да бъдат прикрити, което ги прави чест избор за лична защита. В армията пистолетите обикновено се дават на хора, за които не се очаква да използват по-тежко въоръжение, например щабни офицери, както и при невъзможност за използване на пълноразмерни пушки, поради ограничения на пространството, например при екипажа на танкове. В последния случай алтернатива на пистолетите са карабините, скъсени и олекотени пушки, често използвани и от въздушнодесантните части поради по-малкия си размер. В миналото пистолетите са използвани и в обикновените стрелкови части като спомагателно оръжие, но надеждността и мощността на съвременните автомати водят до отмирането на тази практика. Извън въоръжените сили пистолетите са обичайното оръжие в полицията.
Пистолетите се използват и за различни спортни цели, включително и за лов, макар че това приложение е необичайно, поради ограничените им обсег и точност. Малокалибрените пистолети са популярни за любителски състезания по стрелба, заради ниската стойност на самото оръжие и мунициите за него.

### Пушки
Най-разпространените и най-разнообразни по конструкция са дългите оръжия за индивидуално използване.
В България пушка се определя като лично (индивидуално) оръжие за поразяване на противника с куршуми, нож (щик) и приклад. Основни части са цев (нарезна), затвор, ударно-спусков механизъм, магазин, ложа и нож. Разделят се на обикновени (неавтоматични) и автоматични. При други класификации пушка се нарича само гладкоцевното оръжие.
Известни видове дълги огнестрелни оръжия са:
- Кулверина ръчна, това е ранно далекобойно огнестрелно оръжие, предшественик на мускета и аркебуза.
- Аркебуз – Аркебузът е старинно огнестрелно оръжие, широко използвано между XV и XVII век. Аркебузът е по-малък в сравнение със средновековните барутни оръжия и е по-компактен.
- Мускет – ранно ръчно гладкоцевно огнестрелно оръжие с дълга цев и дулно зареждане. В общия случай е предназначен за стреляне от рамо. Най-ранното споменаване на мускета е от късния XV век. Излиза от въоръжение към средата на XIX век.
- Карабина – Карабината е огнестрелно оръжие, чиято цев и приклад са подобни на обикновената пушка или мускет, но обикновено карабината е по-късо и по-леко оръжие, но за сметка на това с по-малка ударна сила. Карабината първоначално е била създадена за нуждите на кавалерията, за които една пушка в пълен размер би била твърде тежка и неудобна за стрелба от кон.
- Кремъчно оръжие – нарича се огнестрелното оръжие с кремъчен затвор, възпламеняването на заряда в който става с помощта на искри, получени от кремък при удара му в метална пластина.
- Щуцер (оръжие) – Към XVIII и началото на XIX век на въоръжение в много от европейските армии се появяват първите масови образци нарезно оръжие. Тъй като с тях са въоръжавани леката пехота (стрелци, егери), действащи в свободен строй и рядко влизащи в щиков бой, това оръжие е сравнително късо и леко за по-удобно носене, и за облекчаване на зареждането му откъм дулото.
- Винтовка – Винтовка е ръчно стрелково оръжие с винтови нарези в канала на цевта, предназначено за поразяване на противника в близък бой с куршуми, щик или приклад. Наличие на нарези е характерно за винтовката. Обикновено винтовката има дължина на цевта примерно 70 калибъра.
- Снайперска винтовка

### Автомат
Опитът от Първата световна война показва, че за индивидуалното оръжие на войниците, което тогава е основно дълги пушки, е важна и скорострелността. Появяват се оръжия с висока скорострелност като картечните пистолети, като Вилар пероса и полуавтоматични пушки с използване на старите калибри мощни пушечни патрони. Недостатък на първите е високият темп на стрелба, малката ефективност на далечината на поражение и ниска точност. Недостатък на вторите е мудност, неповратливост, малък запас патрони, излишна мощност на пушечния патрон.
Това е причината по време на Втората световна война да се разработва оръжие с нов промеждутъчен патрон. През 1943 година се разработва щурмовата пушка МП-43 с патрон 7,92 × 33, а през 1944 година StG44 (Sturmgewehr 44). През 1947 година в СССР е разработен автомат АК-47. В САЩ аналогична разработка е М1 carbine под патрон .30 Carbine (7,62 × 33 mm)

### Картечници
Картечницата е автоматично огнестрелно оръжие, ръчнопреносимо или монтирано на специална опора, което обикновено е създадено да изстрелва куршуми в бърза последователност от патронна лента или патронна кутия. Обикновено възпроизвежда по няколкостотин изстрела в минута.
Ранни предшественици на картечницата в средните векове се появяват при направени различни опити да са увеличи скоростта на стрелбата. Един от първите първообрази на този вид оръжие е митральозата. Тя обаче изисква със своите твърдо разположени отделни цеви едно продължително зареждане от обслужващия екип след всяко изстрелване на зарядите. През 1862 Гатлинг представя конструкция, при която посредством една подобна на манивела ръчка се подават муниции от един механизъм за зареждане към комплект от въртящи се цеви.
През 1885 Хайръм Максим представя първата истинска картечница, която използва отката на цевта при изстрела, за да изхвърли празната гилза, да натегне пружината и да зареди нов патрон в цевта. Това представлява системата за автоматична стрелба наречена откатна система. Картечницата Максим има много приложения и изменения. Тя има воден кожух за охлаждане, който ѝ придава характерния силует, познат от много филми. Един от нейните варианти е използван най-често и в така известната и легендарна от Гражданската война в Русия тачанка. Картечницата Максим постига скорост от 600 изстрела за минута. По-късно английската фирма Викерс закупува фирмата на Максим и патентите и усъвършенства конструкцията ѝ. Прави я много по-лека и въвежда дулния ускорител. Тежката картечница Викерс в различни варианти се произвежда до 1968 година.
Други конструктори като Джон Браунинг със своята картечница Colt-Browning М1895 и някои други, разработват оръжия с използването на газово-възвратен механизъм. При него през отвор от цевта се предава част от енергията на барутните газове обратно към зареждащата част на картечницата. Това се извършва пряко или чрез бутало като например при автомати АК-47. По-голямата част от съвременните автоматични огнестрелни оръжия работят на този принцип.
Картечници популярно често се наричат картечни пистолети, автомати, автоматични оръдия или малокалибрени автоматични пушки.

### Оръдия
Артилерийско оръдие се нарича всяко цевно огнестрелно оръжие, чийто калибър е не по-малък от 20 mm
Артилерийските оръдия могат да се класифицират по различни критерии. Някои от тях са:
- според конструктивните особености:
  - топ (оръдие),
  - оръдие-гаубица,
  - гаубица, това е оръдие, което е предназначено за навесна стрелба (под ъгъл до 70°) по наземни цели и за разрушаване на отбранителни съоръжения. Съвременните гаубици са с калибър 105 до 203 mm, цевта е с дължина 40 до 50 калибъра, има сравнително ниска начална скорост на снаряда (300 до 800 m/s), скорострелност до 10 до 12 изстрела/min и далечина на стрелбата до 25 – 30 km.
  - мортира,
  - минохвъргачка,
  - безоткатно оръдие, това е оръдие, което няма откат при стрелбата. Този ефект се постига за сметка на отвеждането на част от барутните газове през специално сопло в задната част на цевта, в резултат на което се създава реактивна сила, която уравновесява отката. Безоткатните оръдия могат да бъдат и нарезни и гладкостенни.
- според бойното предназначение –
  - противотанково оръдие, това е специализирано артилерийско оръдие за борба с бронираната техника на противника. В повечето случаи това е дългостволно оръдие с висока начална скорост на снаряда и малък ъгъл на възвишение. Други характерни особености са използването на унитарни боеприпаси и клиновиден полуавтоматичен затвор, което способства за максимална скорострелност. При конструирането на противотанково оръдие се отделя особено внимание на минимизиране на теглото и размера с цел облекчаване на транспортирането и маскировката. Поразяването на целите от противотанковите оръдия се осъществява главно със стрелба с право мерене и използване на бронебойни или подкалибрени снаряди.
  - зенитно оръдие,
  - оръдие за брегова охрана;
- според вида на военното транспортно средство, на което е монтирано:
  - танково оръдие,
  - корабно оръдие,
  - авиационно оръдие,
  - железопътно оръдие.
- според начина на зареждане и стрелба:
  - Автоматично оръдие – обикновено с калибър от 20 до 130 mm – използват се за стрелба по бързо движещи се обекти като самолети със сравнително малка защита. Има два основни вида: самолетни и зенитни оръдия.

### Гранатомет
Гранатометът е оръжие означаващо няколко групи оръжия с различни конструкции:
- Дулни гранатомети
- Подстволни
- Ръчни
- Станочни
- Реактивни

### Специални оръжия
- Подводно оръжие: Тъй като водата е с плътност 800 пъти по-голяма от тази на въздуха е невъзможно използването на стандартни оръжия за подводна стрелба. За целите на бойците от подводните специални части са разработени различни оръжия. По-голямата част от тях не са огнестрелни. Фирмата Heckler & Koch разработва петзарядно оръжие изстрелващо стрелички, което е по-скоро близо до ракетните оръжия. В Съветския съюз се разработва в края на 60-те години пистолет подводен специален СПП-1, представляващ четиризарядно оръжие. Стреля се с иглообразни патрони с голяма дължина. Ефективната дължина на стрелбата е на въздух до 20 метра, а под водата до 17 метра при 5 метра дълбочина.[10]
- Оръжие за стрелба зад ъгъла: През годините са разработвани различни оръжия (приспособления за тях) за скрита стрелба, най-често с използването на перископи. CornerShot представлява съвременна екипировка за закрепване на различни оръжия, включително и огнестрелно за стрелба без стрелецът да се излага на риск.

### Ловно оръжие
На огнестрелното ловно оръжие основните класове са:
- гладкоцевно: Ствола на пушката може да има както равни, така и различни диаметри в началото и в края. Същества термин – Шок или Чок – дулно стеснение. При гладкостволните пушки то може да бъде постоянно или променливо.

Ако диаметрите на ствола са различни (при дулото диаметъра е по-малък), то стрелбата с калибрен куршум от него е невъзможна – той просто ще заседне (по-точно ствола ще се раздуе). Някои пушки имат сменяеми насадки; чок, получок, цилиндри, завинтвани в канала на ствола (характерно за помповите и самозарядните гладкостволни пушки). Следва да се отбележи, че универсално оръжие не съществува. Вариант на гладкостволото оръжие е и парадокс– особена разновидност на ловно оръжие, при която иначе гладкия ствол има в дулната си част нарезка, а също така и названието на самата такава нарезка. Тази конструкция на ствола позволява значително да се повиши групирането при стрелба с куршуми, едновременно с това оставяйки възможност да се стреля със сачми.
- нарезно
- комбинирано (от двете)

## Конструктивни елементи
Основни конструктивни елементи на огнестрелното оръжие са: цев (ствол), упор и възпламеняващо устройство.
- Цевта е предназначена да даде направление на движението на куршума (снаряда). Вътрешната повърхнина на цевта се нарича канал на цевта, а отворът, от който излиза куршумът, се нарича дулен срез. Според вида на цевта огнестрелните оръжия се делят на нарезни и гладкостенни (гладкостволни).

- Каналът на цевта има като правило три основни части: патронник, куршумен вход, нарезна част.

- Патронникът служи за поместване и фиксация на патрона. Неговите форма и размер зависят от формата и размера на гилзата на патрона.

- Куршумен вход се нарича участъкът от канала на цевта, намиращ се между патронника и нарезната част. Куршумният вход служи за правилната ориентация на куршума в канала на цевта и има форма на пресечен конус с нарези, полетата на които плавно се издигат от нула до пълната си височина. Дължината на куршумния вход трябва да осигурява навлизането на водещата част на куршума в нарезите на канала преди дъното му да напусне отвора на гилзата.

- Нарезната част на цевта служи да придаде на куршума или снаряда не само постъпателно, но и въртеливо движение, което стабилизира положението му по време на полета. Нарезите представляват улеи с формата на винтова линия по стените на канала. Изпъкналите участъци между нарезите се наричат нарезни полета. Разстоянието, на което нарезите правят пълен оборот, се нарича нарезна стъпка.

- Според дължината на цевта индивидуалните оръжията се делят на дългоцевни и късоцевни.
  - късоцевни – с дължина на цевта до 300 mm според българския закон;
  - дългоцевни – с дължина на цевта повече от 300 mm според българския закон;

- Принадлежности към индивидуалните оръжия: Развитието на индивидуалните оръжия е свързано и с развитието на нови приставки, които подобряват възможностите на оръжието при различни бойни условия. За оръжията на страните от НАТО се въвежда стандарт за специална шина за закрепване на тези приставки. Стандарт STANAG 4512 установява изискванията към универсална шина Пикатини за принадлежности. Това могат да бъдат:
  - Лазерен прицел
  - Тактическо фенерче
  - Подстволен Гранатомет
  - Прибор за нощно виждане
  - Оптически прицели и други.

## Рекорди
- Най-голямото оръдие в историята е московското „Цар-пушка“, което е записано в Книгата на рекордите Гинес (дължина 5,34 m, диаметър в долната част на цевта 1200 mm, диаметър на изходната част на дулото 1340 mm, калибър 900 m, тегло 39 312 kg). Реплика на това оръдие има в град Донецк, Украйна.
- Най-много изстрели на минута извършва съветското шестцевно самолетно оръдие ГШ-6-23, което извършва 9000 изстрела за минута.
- Най-малкият произвеждан серийно револвер е Swiss mini Gun, калибър 2,34 mm с дължина 5,5 cm.
- Най-далечно извършен смъртоносен изстрел със снайперска винтовка е регистриран официално в Рекордите на Гинес от разстояние 2470 m с винтовка Accuracy International AWM в Афганистан от британски войник. Има и регистриран неофициално, изстрел от австралийски войник на разстояние 2815 m с винтовка Barrett M82.

## Закон за огнестрелните оръжия в България и безопасност
В България действа закон за огнестрелните оръжия „ЗАКОН ЗА ОРЪЖИЯТА, БОЕПРИПАСИТЕ, ВЗРИВНИТЕ ВЕЩЕСТВА И ПИРОТЕХНИЧЕСКИТЕ ИЗДЕЛИЯ“ в сила от 17.09.2010 г.
Един от основните проблеми при използването на огнестрелните оръжие е осигуряването на безопасност при тренировката с тях, съхранението им и безопасност към трети лица. Около 43000 души годишно умират при неправилно използване на огнестрелни оръжия в света. Различни организации се опитват да намалят този проблем чрез възпитаване на необходимата дисциплина и навици при боравенето с огнестрелно оръжие. Ето четири подобни правила на това:
- Считай, че оръжието винаги е заредено.
- Контролирай винаги къде е насочено дулото на оръжието.
- Пръста за стрелба трябва винаги да бъде далеч от спусъка и извън защитната скоба на спусъка.
- Винаги осигурявай оръжието да не е заредено. Провери, че е обезопасено.

Към това трябва да се добави и опазването на оръжието далеч от децата, недопускането на боравенето с него от лица, които са психически нестабилни или са под въздействието на алкохол и опиати.

## Производство в България
В България основен производител на огнестрелни оръжия през последните над 60 години е Арсенал (компания) град Казанлък. Произвеждат се основно автомати, пистолети, картечници и боеприпаси за тях. Освен това са произвеждани 23 mm зенитна установка, 122 mm гаубица, минохвъргачки 61 mm и 81 mm. За цивилни нужди се произвеждат спортни и ловни самозарядни карабини. Освен оръжията, които в голямата си част се произвеждат по образци от бившия Съветски съюз има и собствени разработки. Така например е разработен и се произвежда картечен пистолет Шипка.
Друго голямо държавно предприятие, създадено с цел да осигурява модерно оръжие за Българската армия е ВМЗ Сопот. А фирмата Аркус от град Лясковец произвежда пистолети като Аркус 94, револвери, подстволови гранатомети и други.

## Огнестрелното оръжие в спорта
Спортната стрелба е олимпийски вид спорт. Тя е олимпийски спорт още на първите съвременни олимпийски игри в Атина през 1896 година. Част от състезанията по спортна стрелба са с пневматично оръжие, а други с огнестрелно оръжие. В олимпийските игри се използват основно малокалибрени огнестрелни оръжия. Извън олимпийските спортове има различни приложни спортове свързани с точна стрелба. Такива са:
- варминтинг, това е разновидност на високоточна стрелба и спортен лов, при което се стреля от голямо и много голямо разстояние по дребни животни като плъхове, лалугери, и други. За това се използва прецизно оръжие с мощна оптика. Има разработени специални оръжия за целта.
- стрелба от стойка, В този спорт се стреля по хартиени мишени и се оценява точността на оръжието и стрелеца.
- приложна стрелба, наричана още динамична стрелба. Международната организация регулираща този спорт е IPSC. Основана е през 1976 година в САЩ. В България е учредена съответно организацията Българска Федерация по Динамична Стрелба с всички приети от международната организация дивизии.